# Avenida Juan Bautista Alberdi (Buenos Aires)
La avenida Juan Bautista Alberdi es una importante arteria vial de la Ciudad de Buenos Aires, Argentina.
Debe su nombre al reconocido político, jurista y escritor argentino de ideología liberal, Juan Bautista Alberdi.

## Características
Corre en dirección este - oeste, atravesando siete barrios del centro y oeste de la ciudad.
Durante gran parte de su curso es paralela a las avenidas Rivadavia, Directorio y Eva Perón por las que transcurren la Línea A y la Línea E de subterráneos, por lo cual tiene cercanía a diferentes estaciones de esta línea; especialmente en el trayecto por los barrios Caballito y Flores.
Tiene vital importancia en el tránsito, ya que posee comunicación directa con la Ruta Nacional 3.

## Recorrido
Nace en el límite entre los barrios de Caballito, Almagro y Boedo, siendo la continuación de Avenida Independencia luego de que ésta cruza la Avenida La Plata.
En un buen trayecto en los barrios de Caballito y Flores, corre paralelamente a 200 m al sur de la Avenida Rivadavia.

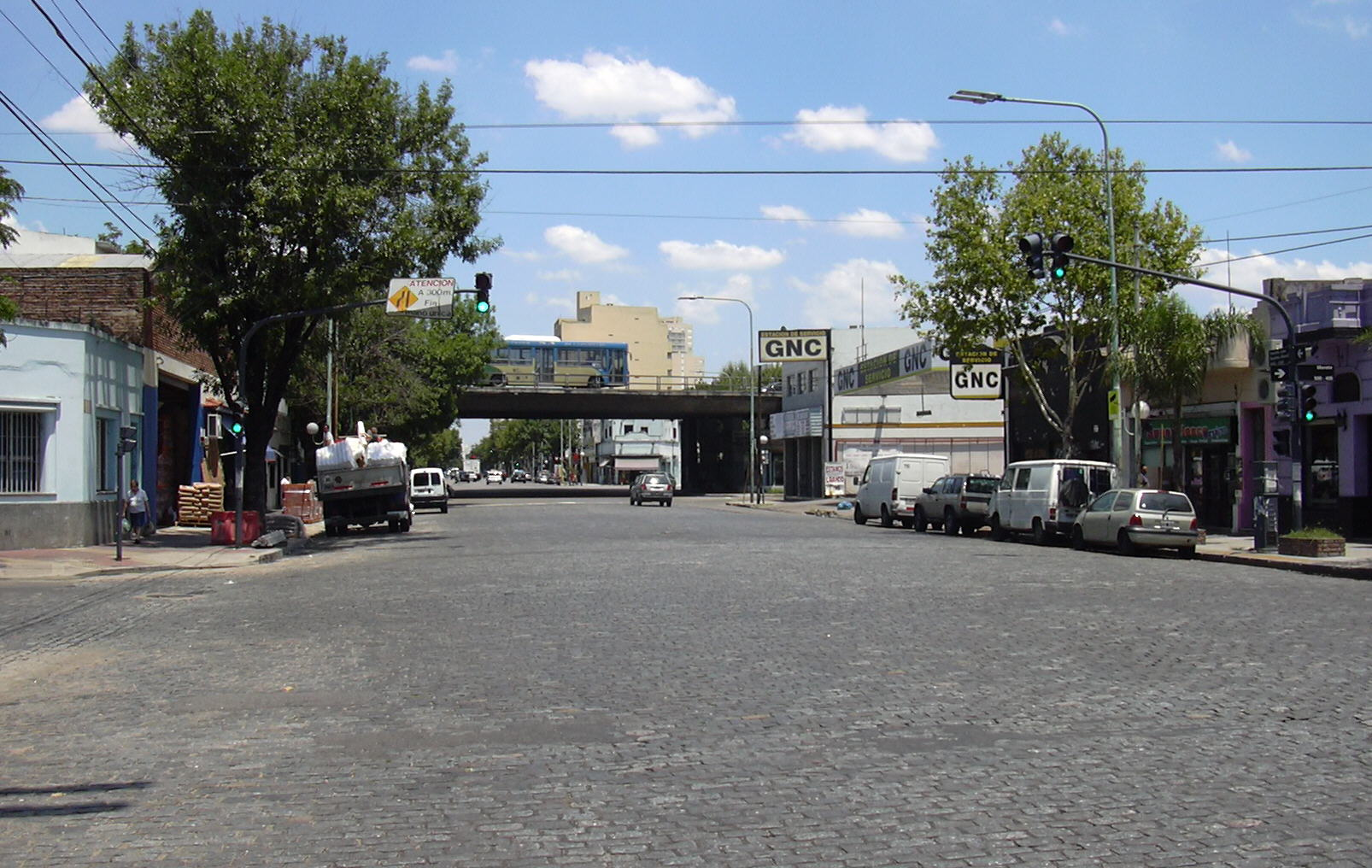
Vista desde el este de la Av.Juan Bautista Alberdi al 4500 (Villa Luro) cuando todavía estaba adoquinada.
Al fondo la Autopista P. Moreno, y tras la misma a la derecha, el comienzo de la Av. Emilio Castro.

Tras el cruce con la Autopista Perito Moreno en Villa Luro, se bifurca dando nacimiento a la Avenida Emilio Castro, y tomando una leve orientación sur.
Al cruzar la Avenida Escalada ingresa completamente al barrio de Mataderos, siendo una de las avenidas más importantes y comerciales de la zona. Además, a partir de este punto la avenida es de doble sentido de circulación, ya que se le une la Avenida Bruix, que circula hacia el este.
Finaliza en la Avenida General Paz a la altura de la localidad de Lomas del Mirador, partido de La Matanza, provincia de Buenos Aires, continuando su curso hacia la Ruta Nacional 3 como Avenida Brigadier General Juan Manuel de Rosas.